# Timorzee
De Timorzee (Indonesisch: Laut Timor; Portugees: Mar Timor) is een randzee die is genoemd naar het Indonesische eiland Timor. Ze ligt ten zuiden van dit eiland en wordt verder begrensd door de Sawuzee in het noordwesten, de Bandazee in het noordoosten, de Arafurazee in het oosten, het Australisch continent in het zuiden, en de Indische Oceaan in het westen waar ze als randzee een onderdeel van vormt. De zee is 480 km breed en heeft een oppervlakte van circa 610.000 km². Het diepste punt is de Timortrog in het noorden, met een maximale diepte van 3.300 meter. De rest van de zee is aanmerkelijk ondieper; grote delen zijn gemiddeld minder dan 200 meter diep, vooral boven de Sahulschol - een deel van het Australisch continentaal plat.
Het gebied kent grote olie- en gasreserves, die in de jaren zeventig zijn ontdekt. Over de eigendomsrechten en de rechten op exploitatie is veel onenigheid geweest, niet in de laatste plaats omdat een deel van de grenzen in het gebied nooit was bepaald. Onderhandelingen tussen Australië en Oost-Timor hebben in 2002 geleid tot het tekenen van een verdrag, dat in 2007 is geratificeerd.
In 2010 is ontdekt dat zich onder de Timorzee een enorme inslagkrater moet bevinden die 35 miljoen jaar geleden is ontstaan. Er is een koepelberg gevonden met een diameter van meer dan 50 kilometer, die het middelpunt vormt van een naar verwachting vele malen grotere krater.